# トンカチエディター
トンカチエディターは、アイ・ツーが1987年7月1日に開発、販売したファミリーコンピュータ ディスクシステム用の改造ツール（チートプログラム）である。

## 概要
ゲームの改造行為や改造ツールは昨今では珍しいものではないが、本作発売当時の1987年にはこのようなツールはほとんど登場しておらず、ファミコンを対象とした改造ツールとしては本作が初である。
昨今の改造ツールと比べると改造ツールとしての性能は格段に低い。編集機能は参照と変更のみで、ブロックコピー等は不可。検索機能は3バイトまで。また、操作系がファミコンのコントローラ（十字ボタンと最大4点の押しボタンのみ）であるため、キーボードでの操作と比べると格段に操作性は落ちる。しかし、それでもなお、改造に関するユーザーレポート誌である「トンカチニュース」はVol.6まで販売されており、ファミコン改造マニュアル（三才ブックス）でも本作の改造コードが紹介されている。

## 機能
ディスクシステムを対象としており、最低限のディスク管理、ファイル管理を有する。すなわち、ディスクのフォーマット機能、ボリュームラベルの変更機能、ファイルラベルの変更機能である。
各ファイルをバイナリ編集することが可能である。各ファイルの中を画面上に表示する際は、16進ダンプとアスキー表示を切替可能となっている。編集には、テンキーでの16進入力に相当する操作をソフトウェアキーボード上で行なうような操作系になっている。
検索は最大3バイトまでを指定可能。過去の検索に用いた値は保持される。
逆アセンブルが可能となっている。
改造ツールというソフトウェアの性質上、本物のメディアを書き換えるのは危険である。そのため、本作では同社がこの作品の前に開発、販売した『子育てゴッコ』（ディスクシステム用バックアップツール）を用いてバックアップを行ない、そのバックアップディスクに対して改造を行なうことが推奨されている。

## 取扱説明書
本作には63ページに渡る取扱説明書が設けられている。しかし、トンカチエディターの操作について触れられているのは2ページのみで、他の大半は「CPU6502」「I/O周り」「ディスクシステム」などの説明に費やされており、情報の少なかった当時としてはゲーム解析における情報源の一つであった。

## トンカチマリオ
本作には、改造初心者向けに、スーパーマリオブラザーズ（第1作のディスクシステム版）の改造版である「トンカチマリオ」というミニゲームを生成するチュートリアルが用意されている。原作は様々な情報（マップや敵キャラクターに関するデータなど）のアドレッシングが固定されていなかったが、トンカチマリオはアドレッシングが固定されているなど、このようにして生成されたトンカチマリオは、その後の改造が容易となるように作られていた。また、昨今の改造マリオで使われている各種壁抜けの一部は既にこの作品で示されており、その意味でも重要なものであった。
なお、ゲームとしては、先に挙げたように各種壁抜け等の裏技的操作が必須である上、不用意な操作によって簡単にハングアップしてしまうこともあって、後述の「トンカチニュース」Vol.1で示される攻略上のヒントなしにはクリア困難な、難易度の高いものであった。

## トンカチニュース
ゲームの改造には本来解析が必要となってくる。しかし、技術的制約や時間的制約などにより解析可能なユーザーは限られ、解析できないユーザーは他者の解析結果の恩恵を受けるしかなかった。解析された結果は、昨今であれば発見者がインターネットを通じて公開するという方法もあるが、本作登場の頃は世界初のWebサーバーが登場するよりも前のことであり、そのような手段は存在しなかった。このような事情から、改造に成功したユーザーは同社に改造レポートを投書し、同社はその結果を「トンカチニュース」として販売していた。Vol.1は本作に付属、Vol.2以降は各1,000円となっていた。
同社は後に、ROMカセットをディスクカードに落とすことができる『創世記ファミー』を発売する。これにより、ディスク媒体のソフトだけでなく、ROMカセット媒体のソフトも本作を用いて改造可能となった。実際、トンカチニュースVol.6にはROMカセット媒体のソフトも掲載されていた。しかし、『創世記ファミー』はMAPPER0（ファミコン初期のソフトに用いられていたバンク切替なしのもの、256K＋64K）のみの対応で当時のROMカセットの大容量化には対応しておらず、ディスクシステムの低迷や衰退と時期を同じくしてトンカチニュースはVol.6で終焉を迎えることとなった。

## スタッフ
- トンカチマリオ制作：ムラカミ ヒロイチ